# Bernardo di Languissel
Bernardo di Languissel (Nîmes, 1240 circa – Orvieto, 23 luglio 1291) è stato un cardinale e arcivescovo cattolico francese.

## Biografia

### Origini e primi anni
Bernardo (detto Bernardo II) de Languissel nacque da una nobile famiglia di Nîmes. Lo zio, Andrea de Languissel, era prevosto ed i fratelli Andrea e Bertrando divennero vescovi, l'uno di Avignone e l'altro di Nîmes.

### Arcivescovo di Arles
Bernardo de Languissel divenne arcivescovo di Arles il 4 febbraio 1274, durante il pontificato di papa Gregorio X, e presiedette i concili di Arles del 1275 e di Avignone del 1279.
Partecipò con altri vescovi della Provenza, fra i quali Vicedomino Vicedomini, O.F.M.,  vescovo di Aix-en-Provence, al riconoscimento delle reliquie di Maria Maddalena a Saint-Maximin, il 18 dicembre 1279, nove giorni dopo un primo esame da parte di Carlo I di Sicilia, che aveva aperto la tomba per la prima volta.

### Cardinalato
Nel 1281 papa Martino IV lo nominò cardinale vescovo di Porto e Santa Rufina nominandolo anche suo legato in Piemonte..
Nel 1289, trovandosi a Roma in occasione della morte dell'arcivescovo di Marsiglia, Raimondo di Nîmes, intervenne presso papa Nicola IV per raccomandargli una persona vicina a lui, Durand, detto de Trésémines.
Secondo lo storico domenicano spagnolo, Ciaconio, morì nel 1290, ma gli elenchi episcopali danno il 23 luglio 1291. Si trova anche 1294. In ogni caso è accertato che morì ad Orvieto, dopo aver lasciato un legato alla cattedrale di Saint-Trophime ad Arles, con l'obbligo di erigere una cappella in onore di San Pietro..

## Conclavi
Durante il suo periodo di cardinalato, Bernardo di Languissel partecipò a due conclavi:
- Conclave del 1285, che elesse papa Onorio IV
- Conclave del 1287/88, che elesse papa Nicola IV